# Ghiandola violetta

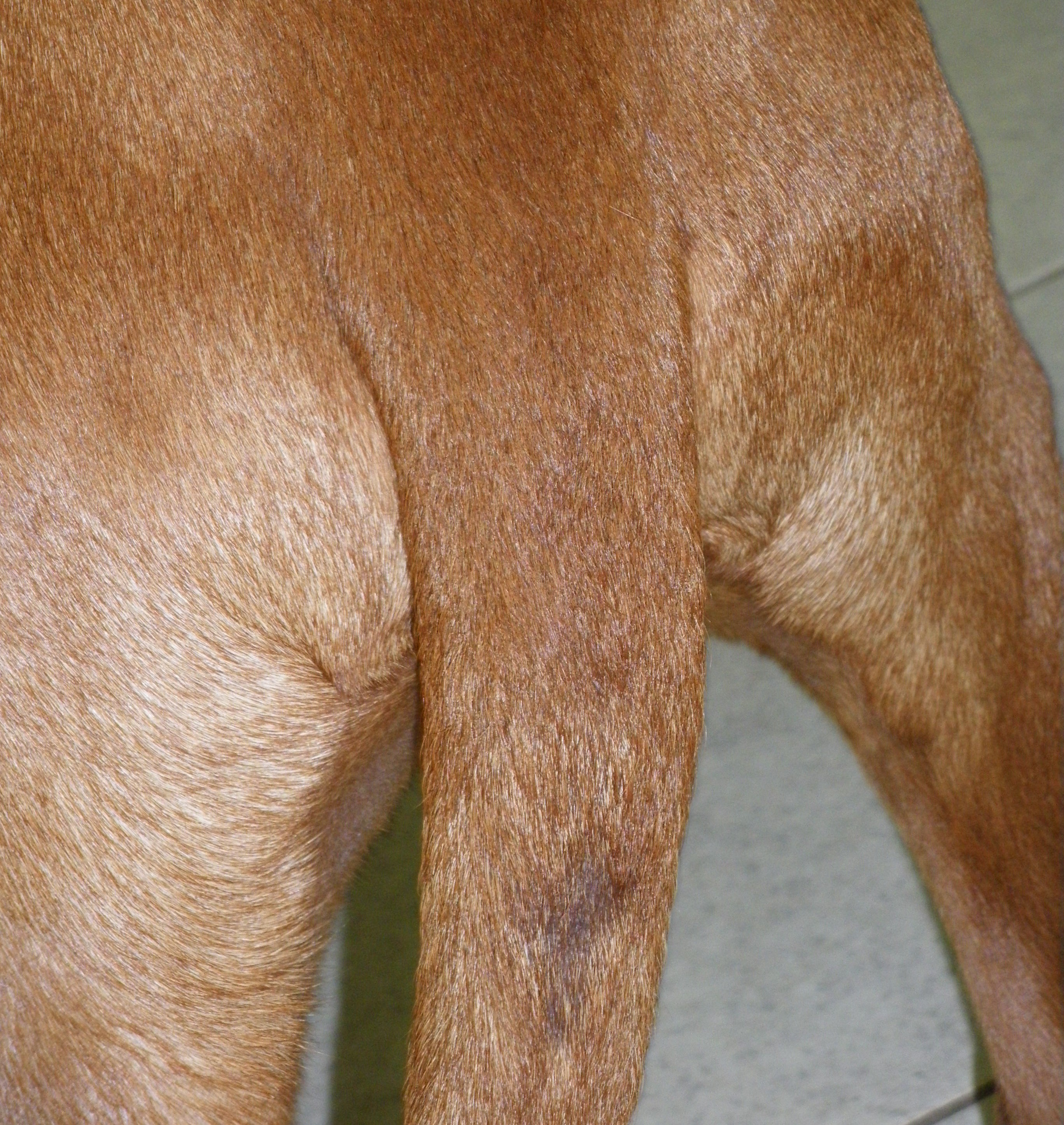
Ghiandole caudali di un Rhodesian Ridgeback

La ghiandola violetta, o ghiandola sopracaudale, è una ghiandola situata sulla superficie superiore della coda di alcuni mammiferi, come il tasso e vari canidi tra cui volpi, lupi e cani domestici, oltre che nel gatto domestico. Come molte altre ghiandole secretorie dei mammiferi, questa ghiandola è composta da ghiandole sudoripare e sebacee modificate.
La sua funzione principale è facilitare la comunicazione intra-specifica e la marcatura del territorio, contribuendo in particolare al forte odore tipico delle volpi. Sebbene produca terpeni volatili simili a quelli delle violette (da cui il nome), questi vengono secreti in quantità molto superiore rispetto ai fiori, generando un aroma decisamente più intenso e spesso sgradevole.
Nei cani, la ghiandola violetta si trova all’incirca in corrispondenza della nona vertebra caudale e, a seconda della razza, può essere vestigiale o addirittura assente. Secerne proteine e lipidi idrofobici, presenta ampi dotti escretori ed è correlata a un diradamento del pelo, senza variazioni tra maschi e femmine. Nell’ambito dell’allevamento e delle esposizioni cinofile e feline, viene spesso chiamata stud tail (traducibile grosso modo come «coda da stallone», in quanto stud è il termine inglese con cui si indicano gli animali non castrati), benché si manifesti in entrambi i sessi e non solo nei maschi riproduttori. Tuttavia, per motivi non del tutto noti, il pelo in prossimità della ghiandola tende a cadere quando i livelli di androgeni restano elevati a lungo. Nelle razze a pelo corto, una ghiandola di solito poco visibile può così apparire come un’area con pelo diradato, fenomeno più comune nei cani maschi.
Nelle volpi, invece, la ghiandola violetta si trova sul lato dorsale della coda, all’incirca a un terzo della sua lunghezza a partire dal corpo, e misura circa 25 × 7,5 millimetri nelle volpi rosse. Per via del suo ruolo nel metabolismo (e probabilmente nella produzione) di ormoni steroidei, non è possibile asportare questa ghiandola per «deodorizzare» una volpe. Un ulteriore aspetto curioso è che le secrezioni di questa ghiandola, per cause ancora sconosciute, risultano fluorescenti sotto luce ultravioletta; si ipotizza che ciò sia dovuto alla presenza di carotenoidi.